# Piano Tiles

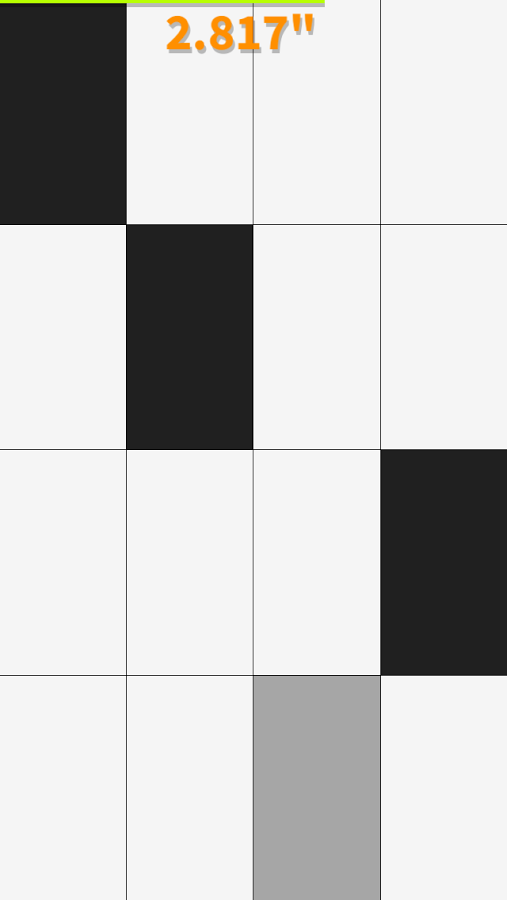
Uma captura de tela de um jogo de Piano Tiles em andamento

Piano Tiles (conhecido no iOS como Piano Tiles – Don't Tap the White Tile e no Android como Don't Tap the White Tile) é um jogo para celular para um jogador lançado em 28 de março de 2014 por Umoni Studio, especificamente pelo criador Hu Wen Zeng. O jogo contém seis modos; esses modos são o modo clássico; o modo Arcade; o modo Zen; o modo Rush; o modo Arcade + (que inclui os blocos Bomb, Lightning, Bilayer e Double); e o modo de retransmissão. No final de abril de 2014, o jogo era o aplicativo mais baixado nas plataformas iOS e Android. No início de julho, foi lançado para o Windows Phone.
Uma sequência, Piano Tiles 2, foi criada por Hu Wen Zeng e lançada pela Cheetah Mobile em 19 de agosto de 2015.